# Israel Abanikanda
Israel Adewale Abanikanda, detto Izzy (New York, 5 ottobre 2002), è un giocatore di football americano statunitense che milita nel ruolo di running back per i New York Jets della National Football League (NFL).

## Carriera universitaria
Al college Abanikanda giocò a Pittsburgh dal 2020 al 2022. Nel sesto turno della sua ultima stagione stabilì un record dell'istituto di 320 yard corse che batté il primato di Tony Dorsett che resisteva dal 1975. Nella stessa partita pareggiò il record della Atlantic Coast Conference con sei touchdown su corsa in una partita. A fine anno fu premiato come All-American e inserito nella formazione ideale della ACC dopo avere corso 1.431 yard e 20 touchdown.

## Carriera professionistica

### New York Jets
Abanikanda  fu scelto nel corso del quinto giro (143º assoluto) del Draft NFL 2023 dai New York Jets. Debuttò come professionista subentrando nella gara dell'undicesimo turno contro i Buffalo Bills correndo una volta per 11 yard e ricevendo un passaggio da 5 yard. La sua prima stagione si chiuse con 70 yard corse in sei presenze, nessuna delle quali come titolare.